# Вершина (Запорожская область)
Верши́на (укр. Вершина) — село,
Вершинский сельский совет,
Бильмакский район,
Запорожская область,
Украина.
Код КОАТУУ — 2322782001. Население по переписи 2001 года составляло 587 человек.
Является административным центром Вершинского сельского совета, в который, кроме того, входит село
Очеретоватое.

## Географическое положение
Село Вершина находится на левом склоне балки Кобыльная, по дну которой протекает пересыхающая река Кобыляна,
на противоположном берегу находится село Пробуждение.
Через село проходит автомобильная дорога Т-0803.

## История
- 1867 год — дата основания как село Новокаменка.
- В 1953 году переименовано в село Вершина Первая.
- В 1971 году переименовано в село Вершина.

## Экономика
- «Вершина», КСП.

## Объекты социальной сферы
- Школа.
- Детский сад.
- Дом культуры.
- Фельдшерско-акушерский пункт.

## Достопримечательности
- Братская могила советских воинов.

## Известные люди
В селе родились:
- Марк Семёнович Стоянов (1906—1992) — Герой Социалистического Труда.
- Яков Степанович Задорожный (1912—1945) — Герой Советского Союза.